# Drew McIntyre
Andrew Drew Galloway (n. 6 iunie 1985, Ayr, Scoția), cunoscut ca Drew McIntyre, este un wrestler scoțian care este sub contract cu WWE evoluând în prezent în WWE Raw.
Galloway și-a început cariera în 2001 în Regatul Unit cu promoțiile scoțiane British Championship Wrestling (BCW) și Insane Championship Wrestling (ICW), și a evoluat și în Irlanda cu Irish Whip Wrestling (IWW), toate sub numele său adevărat stilizat ca Drew Galloway; este primul campion mondial ICW la categoria grea. A semnat un contract de dezvoltare cu WWE în 2007 și a preluat numele de ring Drew McIntyre și a fost trimis în teritoriile sale de dezvoltare Ohio Valley Wrestling (OVW) și Florida Championship Wrestling (FCW) după apariții atât la SmackDown, cât și la Raw. Folosind pseudonimul „The Chosen One”, s-a întors la SmackDown în 2009 (doi ani de la prima sa apariție la marca respectivă), câștigând WWE Intercontinental Championship și WWE Tag Team Championship alături de „Dashing” Cody Rhodes. Avea să fie apoi retrogradat la un rol secundar până la eliberarea din contractul său cu WWE în 2014.
Galloway a revenit la WWE în 2017, din nou sub numele de Drew McIntyre, și a fost trimis în NXT, acolo unde a câștigat o dată campionatul NXT. La revenirea sa în rosterul principal din WWE în 2018, a câștigat Raw Tag Team Championship alături de Dolph Ziggler, meciul masculin Royal Rumble 2020, meciul ladder masculin Money in the Bank din 2024, două campionate WWE (primul venit în evenimentul principal de la WrestleMania 36), și Campionatul World Heavyweight la WrestleMania XL. Este primul campion mondial britanic și singurul scoțian din istoria WWE și al 31-lea campion Triple Crown.

## Carieră

### World Wrestling Entertainment/WWE

#### Apariții sporadice
Galloway a semnat cu WWE la sfârșitul anului 2007 și și-a făcut debutul oficial în WWE la ediția din 12 octombrie 2007 a SmackDown! sub numele de ring Drew McIntyre. În meciul său de debut, McIntyre, însoțit de mentorul său de pe ecran Dave Taylor, l-a învins pe Brett Major cu un roll-up, stabilindu-se ca personaj heel. Săptămâna următoare, l-a învins pe Brian Major cu ajutorul lui Taylor. La începutul anului 2008, McIntyre s-a separat de Taylor și s-a mutat la marca Raw, făcându-și debutul oficial în episodul din 6 ianuarie al lui Heat cu un personaj face, învingându-l pe Charlie Haas.

#### Florida Championship Wrestling (2008–2009)
După câteva apariții în rosterul principal al WWE, McIntyre a fost mutat în teritoriul de dezvoltare din WWE Florida Championship Wrestling (FCW). Și-a reformat echipa cu Stu Sanders, care a fost numită The Empire. În aprilie, i-au învins pe The Puerto Rican Nightmares (Eric Pérez și Eddie Colón), câștigând o șansă pentru campionatele pe echipe FCW Florida Tag Team Championship. Odată ce The Nightmares au câștigat campionatele, The Empire au primit două șanse consecutive de a câștiga Campionatele Florida Tag Team Championship pe 6 mai. The Empire au pierdut campionatele la 17 iulie în față lui Joe Hennig și Gabe Tuft. La 16 august, The Empire a fost dizolvat atunci când McIntyre s-a confruntat cu Sanders într-un meci care s-a încheiat într-o dublă numărare și revanșarea lor la sfârșitul lunii septembrie s-a încheiat într-o remiză.
La 7 octombrie, McIntyre a fost introdus într-un turneu pentru FCW Florida Heavyweight Championship și l-a învins pe Tuft pentru a ajunge în finală, dar a pierdut împotriva lui Eric Escobar (fostul Eric Peréz). McIntyre a închis anul cu o încercare nereușită de a câștiga centura FCW Florida Heavyweight Championship într-un four-way match, dar Escobar a câștigat titlul de la O'Shaunessy.
În 2009, McIntyre a intrat într-o rivalitate cu Joe Hennig, dar primul lor meci din februarie s-a încheiat într-o dublă numărare. McIntyre a intervenit în meciul lui Hennig săptămâna următoare, costându-l meciul. Pe 26 februarie, Hennig l-a învins pe McIntyre și a participat în noaptea aceea pentru a câștiga FCW Florida Heavyweight Championship de la Escobar. Feudul lor s-a încheiat brusc atunci când Hennig a abandonat titlul după o accidentare, determinând ca McIntyre să fie favorit în concurența pentru campionat, învingându-l pe Escobar pentru centura vacant pe 19 martie. McIntyre a apărat regulat titlul până pe 11 iunie, când Tyler Reks (fostul Gabe Tuft) a câștigat titlul în a doua sa încercare. Mai târziu în acea lună, McIntyre nu a reușit să câștige un 14-man battle royal pentru o șansă de a-și recâștiga titlul. La 25 iunie, McIntyre a fost echipat cu O'Shaunessy împotriva lui Hennig și DJ Gabriel care s-a întors (mai sus menționat "Sterling Jack" Gabriel), dar atunci când niciuna dintre echipe nu au putut lucra împreună, a fost făcut un four-way (în 4), pe care O'Shaunessy l-a câștigat. Nici McIntyre și nici O'Shaunessy nu au reușit să recupereze centura FCW Florida Heavyweight Championship la jumătatea lunii iulie de la Reks. McIntyre a primit încă o șansă a doua zi, dar cu același rezultat.

#### Campion Intercontinental (2009–2010)
La 28 august 2009, McIntyre a debutat din nou pe brandul SmackDown, ignorând timpul său anterior la televiziunea WWE și s-a impus ca heel atacându-l R-Truth când a intrat în ring, folosind noua sa mișcare finală DDT pe Scot Drop. (redenumit în curând Future Shock). McIntyre a continuat să-l atace pe Truth în următoarele săptămâni, pretinzând că este în emisiune pentru a lupta, nu pentru a petrece ca R-Truth. Pe 18 septembrie, în timp ce Charlie Haas aștepta să-l înfrunte pe R-Truth, McIntyre a venit la ring pentru a-i explica că R-Truth a fost rănit în culise, apoi l-a atacat pe Haas. Pe 25 septembrie, președintele WWE, domnul McMahon, l-a prezentat pe McIntyre drept  viitor campion mondial” pe care l-a semnat personal, după care Truth l-a atacat pe McIntyre. Pe 4 octombrie, la pay-per-view Hell in a Cell, McIntyre l-a învins pe R-Truth în mai puțin de cinci minute folosind din nou finisher-ul sau DDT. S-a confruntat încă o dată cu R-Truth într-un meci de simplu și a câștigat prin numărătoare pentru a reprezenta SmackDown la Bragging Rights pe 25 octombrie, dar în episodul dinaintea evenimentului, întreaga echipă, cu excepția căpitanilor, a fost înlocuită, lăsându-l pe McIntyre omis din eveniment. La Survivor Series din 22 noiembrie, McIntyre a avut un loc în echipa lui The Miz pentru tradiționalul meci de eliminare Survivor Series. McIntyre, The Miz și fostul său rival Sheamus au fost membrii supraviețuitori din echipa lor câștigătoare; McIntyre i-a eliminat pe Evan Bourne și Matt Hardy.
Fiind singurul superstar SmackDown care a supraviețuit împotriva echipei Morrison, McIntyre l-a înfruntat și l-a învins pe John Morrison câteva săptămâni mai târziu, punându-l la rând pentru centura Intercontinental al lui Morrison la TLC: Tables, Ladders & Chairs (TLC). Cu câteva zile înainte de eveniment, Morrison a batjocorit moștenirea scoțiană a lui McIntyre îmbrăcându-se ca un William Wallace inspirat de Braveheart, dar la TLC pe 13 decembrie, McIntyre l-a fixat pe Morrison după un degetul mare în ochi pentru a câștiga centura Intercontinental, primul său campionat în WWE. El și-a păstrat titlul împotriva lui Morrison în episodul din 1 ianuarie 2010 din SmackDown și împotriva lui Kane pe 21 februarie la Elimination Chamber. Recordul său neînvins s-a încheiat cu un meci de calificare Money in the Bank împotriva lui Kane în episodul din 26 februarie din SmackDown, dar domnul McMahon l-a forțat pe directorul general al SmackDown, Teddy Long, să elimine pierderea. Același lucru s-a întâmplat din nou cu Matt Hard înainte ca McIntyre să se califice pentru meciul ladder prin fixarea unui luptător nesemnat. McIntyre nu a reușit să câștige meciul Money in the Bank pe 28 martie la WrestleMania XXVI, prima sa apariție la WrestleMania. McIntyre l-a atacat continuu pe Matt Hardy până când a fost dezbrăcat de titlul său, pe 7 mai, de către Long și suspendat în sensul poveștii; a decretat că va fi reinstalat ca campion săptămâna următoare, subminând autoritatea lui Long, care a dezvoltat tensiune între McIntyre și Long.
McIntyre l-a înfruntat pe Kofi Kingston, care câștigase un turneu pentru a determina noul campion, la Over the Limit pe 23 mai, pierzând centura Intercontinentala după 161 de zile. Cu toate acestea, el și-a folosit în continuare relația cu McMahon pentru a-l agresa pe Long, umilindu-l public și forțându-l pe Long să se întindă pentru el pentru meciul lor. La Fatal 4-Way pe 20 iunie, McIntyre s-a confruntat cu Kingston într-o revanșă pentru titlu. În timpul meciului, Long a preluat funcția de arbitru, dar a refuzat să conteze cei trei când McIntyre a câștigat meciul. Un Matt Hardy răzbunător l-a atacat apoi pe McIntyre, ceea ce a dus la Kingston să câștige meciul și să păstreze centura. În episodul din 21 iunie din Raw, facțiunea Nexus l-a atacat pe McMahon, care l-a îndepărtat de la televiziune pentru o perioadă prelungită și a pus capăt tratamentului preferențial al lui McIntyre. După ce a pierdut în fața lui Matt Hardy în episodul din 25 iunie din SmackDown, Long l-a informat pe McIntyre că viza de muncă a expirat și că va fi deportat înapoi în Scoția imediat. Această poveste avea o bază în realitate, deoarece viza lui Galloway a expirat într-adevăr și, ca urmare, a fost scos de la televizor. S-a întors două săptămâni mai târziu și a fost reinstalat după ce a fost pus să-l implore pe Long.

#### Diverse rivalitati (2010–2012)
Pe 18 iulie, la Money in the Bank, a concurat în meciul ladder pentru un contract pentru Centura World Heavyweight, dar nu a reușit să câștige. Pe 19 septembrie, la Night of Champions, McIntyre și Cody Rhodes au câștigat WWE Tag Team Championship într-un meci de cinci echipe, permițându-le să apară pe ambele mărci. McIntyre și Rhodes au păstrat apoi titlurile de două ori împotriva Dinastiei Hart. La Bragging Rights pe 24 octombrie, McIntyre și Rhodes au pierdut titlurile în fața The Nexus (John Cena și David Otunga) și și-au dizolvat echipa. Pe 21 noiembrie la Survivor Series, McIntyre a participat la un meci tradițional de echipe 5 la 5 Survivor Series ca membru al Team Del Rio împotriva Team Mysterio. McIntyre a fost ultimul om rămas în echipa sa înainte de a fi eliminat de Big Show. McIntyre a participat la meciul Royal Rumble de 40 de oameni pe 30 ianuarie 2011, dar a fost eliminat de Big Show. Pe 20 februarie, la Elimination Chamber, a participat la meciul SmackDown Elimination Chamber pentru Centura World Heavyweight, dar a fost eliminat de Kane.
Pe 26 aprilie, McIntyre a fost selectat pentru marca Raw, ca parte a proiectului suplimentar din 2011. În episodul din 15 decembrie din Superstars, McIntyre l-a învins pe Justin Gabriel, ceea ce ia adus un contract cu SmackDown. A trecut la marca SmackDown pe 30 decembrie și și-a reluat relația tensionată cu directorul general Theodore Long, care a făcut presiuni pe McIntyre să câștige meciuri pentru a-și justifica contractul. Ulterior, McIntyre a început o serie de opt înfrângeri în noul an, după care Long l-a concediat pe McIntyre în cadrul poveștii. O săptămână mai târziu, McIntyre a fost reinstalat de managerul general invitat John Laurinaitis și, în cele din urmă, și-a încheiat seria de înfrângeri învingându-l pe Hornswoggle. Ulterior, a fost inclus în echipa lui Laurinaitis în meciul pe echipe de 12 oameni de la WrestleMania XXVIII pe 1 aprilie, ajutând la câștigarea controlului lui Laurinaitis atât asupra mărcilor Raw, cât și a SmackDown. El a continuat să piardă meciuri și s-a limitat la show-uri mai mici ca Superstars, dar a reușit totuși să facă mai multe apariții la Raw și SmackDown, deși în meciuri de squash.
Când WWE și-a redenumit teritoriul de dezvoltare, FCW, în NXT, McIntyre a fost introdus în Turneul Gold Rush pentru a încorona campionul inaugural NXT, unde a pierdut în fața eventualului câștigător Seth Rollins în sferturile de finală din episodul NXT din 1 august. McIntyre a participat, de asemenea, la un meci fatal de eliminare în patru, în episodul NXT din 7 noiembrie, dar a fost eliminat de Bo Dallas.

#### 3MB (2012–2014)
În episodul din 21 septembrie din SmackDown, McIntyre și Jinder Mahal au intervenit într-un meci dintre Heath Slater și Brodus Clay atacându-l pe Clay, aliniându-se cu Slater. Trio-ul a devenit cunoscut sub numele de Three Man Band, sau 3MB pe scurt. La TLC: Tables, Ladders & Chairs pe 16 decembrie, după ce au fost invitați la Miz TV și a hărțuit echipa de anunțuri spaniole, 3MB i-a provocat pe The Miz și Alberto Del Rio să-și găsească un partener pentru un meci de șase oameni în echipă pentru mai târziu în acea noapte. Miz și-a anunțat partenerul că este Brooklyn Brawler și a învins-o pe 3MB. În noaptea următoare, la Raw, 3MB a pierdut din nou în fața The Miz și Del Rio, de data aceasta cu Tommy Dreamer ca partener. În episodul din 31 decembrie din Raw, McIntyre și Slater au provocat Team Hell No (Daniel Bryan și Kane) pentru centurile WWE Tag Team într-un efort pierdut. McIntyre și Slater au concurat și în prima rundă a turneului NXT Tag Team Championship pentru a încununa campionii inaugurali, dar au fost învinși de Adrian Neville și Oliver Gray în episodul din 23 ianuarie din NXT. 
La Royal Rumble pe 27 ianuarie 2013, McIntyre a concurat în meciul Royal Rumble de 30 de oameni, unde a fost eliminat de Chris Jericho. În episodul din 12 aprilie din SmackDown, în încercarea de a-și face un nume, 3MB a încercat să atace Triple H, dar au fost atacați ei înșiși de The Shield (Dean Ambrose, Seth Rollins și Roman Reigns). În episodul din 15 aprilie din Raw, 3MB a chemat The Shield, doar pentru ca Brock Lesnar să iasă și să atace grupul. În episodul Raw din 29 aprilie, 3MB a atacat The Shield, dar The Shield le-a schimbat rapid. Acest lucru a dus la Team Hell No să alunge The Shield, înainte de a ataca ei înșiși 3MB. Începând cu sfârșitul anului 2013, 3MB a adoptat noi nume de ring împotriva adversarilor lor, deși nenorocirile lor și pierderile mari au rămas aceleași. La WrestleMania XXX din 6 aprilie, McIntyre a concurat în André the Giant Memorial Battle Royal, care a fost câștigat de Cesaro. Pe 12 iunie 2014, WWE a anunțat că McIntyre a fost eliberat din contractul său WWE.

### Întoarcere la ICW (2014–2017)
Galloway, sub numele său adevărat, și-a făcut prima apariție post-WWE pe 27 iulie 2014, revenind la lucru pentru Mark Dallas la Insane Championship Wrestling (ICW) pentru prima dată în șapte ani și începând o ceartă cu Jack Jester. Pe 2 noiembrie, la evenimentul ICW „Fear & Loathing VII” de la The Barrowlands, Galloway l-a învins pe Jester în evenimentul principal pentru a deveni de două ori campion ICW la categoria grea. Galloway și-a făcut prima sa apărare internațională a titlului ICW în Danemarca pe 20 decembrie, într-un meci dublu triplu amenințare împotriva campionului Dansk Pro Wrestling Michael Fynne și Chaos, unde și-a păstrat titlul ICW și a câștigat centura DPW Heavyweight. Galloway a concurat în ultimul său meci din 2014 într-o apariție surpriză la „Space Baws 5: Bill Murray Strikes Back” de la ICW, răspunzând provocării lui Lewis Girvan, care îl instigase pe Galloway pentru un meci. Galloway l-a învins pe Girvan pentru a păstra centura ICW. În urma meciului, el și-a anunțat intenția de a face din titlu un campionat mondial continuând să-l apere pe plan internațional.
Pe 9 februarie, după ce l-a reținut împotriva lui Matt Hardy într-un meci pentru promotia Family Wrestling Entertainment din New York. Galloway a apărat centura din Australia pentru prima dată pe 20 martie, învingându-l pe Andy Phoenix la o înregistrare TV Outback Championship Wrestling. Galloway și-a făcut prima apărare în Scoția ca si „Campion Mondial” învingându-l pe Joe Coffey în evenimentul principal de la BarraMania din 28 martie. Pe 5 aprilie, Galloway a făcut prima sa apărare a titlului ICW în Anglia, învingându-l pe Doug Williams la o emisiune Revolution Pro Wrestling (RPW). Pe 11 aprilie, Galloway l-a învins pe Grado pentru a păstra centura Mondiala;după meci, ambii bărbați au fost atacați de fostul campion Jack Jester. În noaptea următoare, Galloway a suferit prima pierdere în ICW de la întoarcerea sa, unde el și Grado au pierdut în fața lui Jack Jester și Sabu după ce Grado a fost blocat. Pe 18 aprilie, Galloway i-a învins atât pe Jack Jester, cât și pe Grado într-un meci cu triple amenințare pentru a-și păstra din nou centura, înainte de a fi furat centura după meci de Sabu. În noaptea următoare la „Alex Kidd în Londra” la KOKO, Galloway a recăpătat posesia centurii și și-a păstrat centura într-un Elimination Three Way Dance împotriva lui Sabu și Jack Jester. Galloway a încheiat „Insane Entertainment Tour” învingându-l pe Mikey Whiplash în Main-Eventul „Flawless Victory” pe 2 mai, pentru a păstra încă o dată centura Mondiala ICW. Pe 16 octombrie, la un spectacol de luptă maximă din Germania, Galloway a apărat cu succes centura Mondiala ICW într-o triplă amenințare împotriva lui Apu Singh și Chaos, în care centura european UEWA al lui Chaos a fost, de asemenea, în joc.
La Shug's Hoose Party 2, Galloway a făcut heel împreună cu Jack Jester și ICW GM Red Lightning în timp ce s-au aliniat pentru a forma „The Black Label”. Cu ajutorul lui Jester, el a apărat cu succes centura împotriva lui Big Damo în evenimentul principal. Galloway și-a păstrat cu succes centura Mondiala împotriva lui Rhino, Joey D și Kris Travis pe tot restul verii. Ca parte a turneului „Road to Fear & Loathing”, Galloway și-a apărat cu succes titlul ICW împotriva lui Rampage Brown, Doug Williams, Matt Daly și Coach Trip. În timpul turneului, Galloway a făcut echipă și cu colegul de grajd Black Label, Jack Jester, pentru a provoca Polo Promotions pentru Campionatele ICW Tag Team, dar au fost învinși în urma interferenței lui Grado. Pe 15 noiembrie, Galloway a pierdut titlul împotriva lui Grado la Fear & Loathing VIII. Galloway s-a întors la ICW în februarie 2016 pentru turneul din Marea Britanie și Irlanda, obținând victorii în fața lui Mark Coffey, Noam Dar și BT Gunn, dar a suferit o pierdere într-un meci împotriva lui Chris Renfrew pentru centura Mondial ICW . 
Galloway a fost în afara acțiunii din august până în noiembrie din cauza unei accidentări la spate, dar a apărut în emisiunile ICW în diferite roluri pentru a-și continua rivalitatea cu Mark Dallas. Pe 19 noiembrie, Galloway și-a anunțat plecarea de la ICW din cauza gravității rănilor sale, împăcându-se cu Mark Dallas.. A fost anunțat pe 1 februarie 2018 că Galloway va fi inclus în ICW Hall of Fame.

### Evolve (2014–2017)
Pe 8 august 2014, Galloway a debutat pentru Evolve, învingându-l pe Chris Hero pentru Evolve Championship. Prima sa înfrângere în Evolve a venit la Evolve 33, într-un meci Champion vs Champion împotriva campionului DGUSA Open The Freedom Gate Ricochet. Galloway a continuat să apere centura Evolve din Statele Unite împotriva unor oameni ca Caleb Konley, Stevie Richards, Devin Thomas, Jimmy Rave și Victor Sterling la evenimente independente din SUA și Rich Swann pe Evolve iPPV la Evolve 34, în timp ce a apărat centura la nivel internațional în Scoția împotriva lui Kid Fite, Johnny Moss, Big Damo și Andy Wild, precum și în Anglia, unde l-a păstrat pe Davey Boy Smith Jr. În urma mai multor apărări ale titlului internațional, Galloway și-a redenumit titlul „Evolve World Championship” pe 9 ianuarie 2015. Galloway a făcut prima sa apărare cu succes ca campion mondial în noaptea următoare la Evolve 37, învingându-l pe Ricochet. Apărarea titlului internațional a continuat pe 20 martie 2015, când Galloway l-a învins pe Andy Phoenix într-un meci din Triple Championship pentru promovarea australiană Outback Championship Wrestling, păstrând atât Campionatele Mondiale Evolve, cât și ICW și câștigând centura OCW Heavyweight de la Phoenix.
La Evolve 39, a păstrat centura Evolve în fața lui PJ Black. La Mercury Rising 2015, Galloway l-a învins pe Johnny Gargano pentru Dragon Gate USA Open the Freedom Gate Championship într-un meci Title vs Title, unde a păstrat Evolve Championship pentru a deveni dublu campion. Galloway a făcut o serie de apărări ale titlurilor Evolve și DGUSA între 4 și 6 aprilie 2015 în Scoția, Anglia și Irlanda de Nord, învingându-i pe Marty Scurll, Doug Williams și Joe Hendry, Tron și Luther Valentine într-un Four Way. La Evolve 43, Galloway a făcut prima sa apărare de sine stătătoare a centuraui DGUSA Open the Freedom Gate, învingându-l pe Biff Busick. La Evolve 44, Galloway l-a învins pe Roderick Strong pentru a-și păstra centura Evolve, punând capăt conflictului lor. Pe 10 iulie, Galloway a pierdut atât centura Mondial Evolve, cât și centura Open the Freedom Gate în fața lui Timothy Thatcher; în acest moment, Galloway a fost cel mai longeviv campion Evolve din istorie și a stabilit recordul pentru cele mai de succes apărări ale titlului. La Evolve 46, după ce l-a învins pe Trent Barreta, a fost atacat de The Premiere Athlete Brand, dar ulterior, a atacat-o neobișnuit pe Andrea, a amenințat SoCal Val și a agresat un arbitru. Galloway a fost ulterior suspendat de la EVOLVE. S-a întors la Evolve 51, unde l-a învins pe campionul mondial FIP la categoria grea Caleb Konley. La Evolve 52, a primit o revanșă împotriva lui Thatcher pentru centura Evolve, dar a pierdut.
Între 22 și 24 ianuarie 2016, Galloway și Johnny Gargano s-au înscris într-un turneu de trei zile pentru a încununa campionii inauguralii Evolve Tag Team. La Evolve 53, au învins Catch Point (Drew Gulak și T. J. Perkins), The Bravado Brothers la Evolve 54, iar în finala de la Evolve 55, i-au învins pe Chris Hero și Tommy End pentru a câștiga turneul și campionatul. La Evolve 59, au pierdut titlul în fața lui Drew Gulak și Tracy Williams; după meci, Galloway a susținut că și-a petrecut întreaga domnie ca campion Evolve aducând legitimitate lui Evolve, doar pentru ca WWE și mai precis NXT să vină și să distrugă tot ce a făcut, susținând totodată că relația de lucru a companiei cu WWE compromite lupta independentă. Galloway s-a întors apoi împotriva lui Gargano atacându-l pe el și pe Ethan Page, pe care l-a învins la Evolve 60. În lunile următoare, Galloway s-a aliniat cu alte vedete WWE, inclusiv Ethan Carter III. Ei i-au învins pe Gargano și TJP în evenimentul principal de luptă stradală de la Evolve 62, cu ajutorul lui Hero, care s-a alăturat grupului lor și a susținut că si Cody Rhodes se va alătura. La Evolve 63, Galloway l-a învins pe Page într-un meci „Anything Goes”. La Evolve 64, un meci dintre Galloway și Gulak a fost reprogramat ca un meci de eveniment principal Evolve Tag Team Championship între Catch Point și Galloway și Chuck Taylor care se întoarce (acum sub numele „Dustin”), în care au câștigat titlurile, făcând Galloway, primul campion Evolve Tag Team de două ori. La Evolve 65, Galloway l-a învins pe Gargano. 
Dustin și Galloway și-au aparat prima oara titlurile Evolve Tag Team Championship la Evolve 67 pe 20 august 2016, făcând echipă cu EC3 împotriva lui Fred Yehi, TJP și Ethan Page (înlocuitorul lui Tracy Williams) într-un meci fără descalificare, pe care l-au pierdut. după ce EC3 a fost fixat, rezultând și o schimbare a titlului. De asemenea, Galloway a creat o ceartă cu fostul partener Cody Rhodes și cu veteranul Joey Styles, după ce amândoi i-au refuzat invitația de a se alătura „cruciadei sale”. Pe 13 noiembrie, în timp ce Galloway era accidentat, înlocuitorul lor, Chris Hero, a pierdut Evolve Tag Team Championship. Cu toate acestea, a fost anunțat că, în ciuda presupușilor campioni Catch Point ținând centura fizică, Evolve a continuat să-i recunoască pe Galloway și Dustin drept campionii Evolve Tag Team.

### Revenirea în WWE

#### Campion NXT (2017–2018)
Pe 1 aprilie 2017, Galloway, din nou prezentat drept Drew McIntyre, a apărut pe ecran stând în primul rând la NXT TakeOver: Orlando. Ulterior, într-un interviu exclusiv cu ESPN, s-a confirmat că acesta a semnat din nou cu WWE și că va concerta pe teritoriul său de dezvoltare, NXT. În episodul NXT din 12 aprilie, McIntyre și-a făcut din nou debutul în NXT ca favorit al fanilor, cu o nouă muzică de intrare și etalând manierele pe care le dezvoltase în circuitul independent, învingându-l pe Oney Lorcan. În episodul din 19 iulie al emisiunii NXT, McIntyre l-a învins pe Killian Dain, devenind pretendentul numărul unu la Campionatul NXT, pe care l-a câștigat învingându-l pe Bobby Roode la NXT TakeOver: Brooklyn III pe 19 august. După meci, McIntyre a fost atacat de Bobby Fish, Kyle O'Reilly și debutantul Adam Cole.
În episodul din 4 octombrie al emisiunii NXT, McIntyre și-a apărat cu succes titlul împotriva lui Roderick Strong. În luna următoare, McIntyre a început o dispută cu Andrade „Cien” Almas, ceea ce l-a determinat pe managerul general William Regal să programeze un meci pentru campionat la NXT TakeOver: WarGames pe 18 noiembrie. În noaptea dinaintea acelui eveniment, McIntyre l-a învins pe Adam Cole pentru a-și păstra titlul, Shawn Michaels fiind arbitru invitat special la un spectacol organizat în San Antonio, Texas. Apărarea titlului a fost difuzată în cele din urmă pe WWE Network pe 3 ianuarie 2018. McIntyre a pierdut Campionatul NXT în fața lui Almas la WarGames, marcând prima sa înfrângere în NXT și încheindu-și domnia la 91 de zile. Apoi s-a dezvăluit că McIntyre a suferit o ruptură de biceps spre sfârșitul meciului.

#### Revine în rosterul principal (2018–2019)
McIntyre a revenit după accidentare în episodul Raw din 16 aprilie 2018, în timpul Superstar Shake-up, atacându-i pe Apollo Crews și Titus O'Neil și alăturându-se echipei Dolph Ziggler, transformându-se în heel și alăturându-se oficial Raw în acest proces. McIntyre l-a asistat pe Ziggler în timpul rivalității sale cu campionul intercontinental Seth Rollins și au câștigat Campionatul Raw Tag Team în fața echipei B (Bo Dallas și Curtis Axel) în episodul din 3 septembrie din Raw, începând prima lor domnie împreună și a doua domnie individuală a lui McIntyre. McIntyre și Ziggler și-au păstrat titlurile împotriva lui Rollins și Dean Ambrose la Hell in a Cell pe 16 septembrie. La Super Show-Down din 6 octombrie, McIntyre, Ziggler și Braun Strowman au pierdut în fața lui The Shield (Dean Ambrose, Roman Reigns și Rollins). În episodul din 22 octombrie din Raw, McIntyre și Ziggler au pierdut titlurile în fața lui Rollins și Ambrose, după ce Strowman l-a atacat pe McIntyre. Pe 18 noiembrie, la Survivor Series, McIntyre a concurat ca parte a Team Raw în meciul Survivor Series, unde el, Bobby Lashley și Strowman au fost supraviețuitorii pentru Team Raw.
În episodul din 3 decembrie al Raw, alianța dintre McIntyre și Ziggler s-a încheiat după ce McIntyre a susținut că Ziggler era „un mijloc pentru a-l aduce într-o poziție proeminentă”. Aceasta a dus la un meci improvizat între cei doi, pe care Ziggler l-a câștigat după o intervenție a lui Finn Bálor, oferindu-i astfel lui McIntyre prima sa înfrângere prin pinfall de la revenirea sa în rosterul principal. La TLC: Tables, Ladders & Chairs pe 16 decembrie, McIntyre a pierdut în fața lui Bálor după interferența lui Ziggler. În episodul din 31 decembrie al emisiunii Raw, McIntyre l-a învins pe Ziggler într-un steel cage match, punând capăt rivalității lor. La Royal Rumble din 27 ianuarie 2019, McIntyre a intrat în meciul Royal Rumble pe locul 16, dar a fost eliminat de Ziggler.
Pe 10 martie, la Fastlane, McIntyre, Baron Corbin și Lashley au pierdut în fața celor de la The Shield. În noaptea următoare, la Raw, McIntyre l-a atacat brutal pe Roman Reigns înainte de meciul său cu Corbin, ceea ce a dus la un meci falls count anywhere cu Dean Ambrose, câștigat de McIntyre. La WrestleMania 35, pe 7 aprilie, McIntyre a pierdut în fața lui Reigns. În episodul din 6 mai al emisiunii Raw, McIntyre l-a întrerupt pe Reigns și a cerut o revanșă după cele întâmplate la WrestleMania, pe care Reigns a acceptat-o și a câștigat-o prin descalificare. După aceasta, McIntyre a devenit executorul lui Shane McMahon. Pe 23 iunie, la Stomping Grounds, McIntyre a pierdut din nou în fața lui Reigns, în ciuda intervenției lui McMahon. Pe 14 iulie, McIntyre și McMahon au pierdut în fața lui Reigns și The Undertaker într-un meci pe echipe No Holds Barred la Extreme Rules, punând capăt rivalității lor. În urma evenimentului, McIntyre și-a încheiat asocierea cu McMahon.
În august, McIntyre a concurat în turneul King of the Ring, dar a fost eliminat în prima rundă de Ricochet. În episodul din 21 octombrie al emisiunii Raw, a fost dezvăluit ca membru al echipei lui Ric Flair la Crown Jewel pe 31 octombrie, dar au pierdut în fața echipei Hogan. La Survivor Series, pe 24 noiembrie, McIntyre a făcut parte din Team Raw, pierzând în fața lui Team SmackDown într-un meci Survivor Series 5 contra 5 contra 5, la care a participat și Team NXT.

#### Campion WWE (2020–2021)
La Royal Rumble, pe 26 ianuarie 2020, McIntyre a câștigat meciul Royal Rumble, câștigându-și o oportunitate de a câștiga campionatul la WrestleMania 36, purtând o atitudine de face în acest proces. În meci, McIntyre a eliminat șase participanți, inclusiv pe campionul WWE Brock Lesnar, care a luptat pentru titlu în seara următoare la Raw. În a doua seară a WrestleManiei, pe 5 aprilie, McIntyre l-a învins pe Lesnar în evenimentul principal și a câștigat Campionatul WWE. El a reușit prima sa apărare a titlului împotriva lui Big Show în noaptea următoare la Raw.
McIntyre și-a apărat cu succes Campionatul WWE împotriva lui Seth Rollins la Money in the Bank pe 10 mai, lui Bobby Lashley la Backlash pe 14 iunie, și lui Ziggler la The Horror Show din Extreme Rules pe 19 iulie. Apoi a trecut la un feud cu Randy Orton pentru titlu, culminând cu apărări reușite la SummerSlam pe 23 august și într-un meci Ambulance la Clash of Champions pe 27 septembrie. La Hell in a Cell, pe 25 octombrie, McIntyre a pierdut titlul în fața lui Orton într-un meci Hell in a Cell, încheindu-și prima domnie la 203 zile (202 zile, conform WWE). În episodul din 16 noiembrie al emisiunii Raw, McIntyre a recâștigat Campionatul WWE de la Orton într-un meci fără descalificare, punând capăt rivalității lor. Drept urmare, el i-a luat locul lui Orton pentru a-l înfrunta pe campionul Universal Roman Reigns la Survivor Series pe 22 noiembrie într-un meci campion vs. campion interbrand, pe care McIntyre l-a pierdut prin predare tehnică în urma interferenței lui Jey Uso. Pe 20 decembrie, McIntyre și-a apărat cu succes titlul împotriva lui A.J. Styles și The Miz, care și-a încasat contractul Money in the Bank, într-un meci triple threat cu mese, scări și scaune la TLC: Tables, Ladders & Chairs.
După ce și-a păstrat titlul împotriva lui Keith Lee în episodul din Raw din 4 ianuarie 2021, o revanșă între McIntyre și Orton din 11 ianuarie a fost anulată după ce McIntyre a fost testat pozitiv pentru COVID-19. El a păstrat titlul împotriva lui Goldberg la Royal Rumble pe 31 ianuarie. Pe 21 februarie, la Elimination Chamber, McIntyre și-a apărat cu succes titlul într-un meci Elimination Chamber împotriva lui Orton, Sheamus, Jeff Hardy, Styles și Kofi Kingston. După meci, a fost atacat de Bobby Lashley și The Miz, ultimul încasând servieta Money In The Bank pentru a-l învinge pe McIntyre și a câștiga Campionatul WWE, terminând astfel a doua sa posesie la 97 de zile (96 de zile, conform WWE). Pe 21 martie, la Fastlane, McIntyre l-a învins pe Sheamus într-un meci No Holds Barred. McIntyre nu a reușit apoi să recâștige Campionatul WWE de la Lashley pe 10 aprilie în prima noapte de la WrestleMania 37, pe 16 mai la WrestleMania Backlash într-un triple threat match care l-a implicat și pe Braun Strowman și pe 20 iunie la Hell in a Cell.
Pe 18 iulie, la Money in the Bank, McIntyre a concurat în meciul cu același nume, dar nu a reușit să câștige servieta după ce a fost atacat de Jinder Mahal, Veer și Shanky. La SummerSlam, pe 21 august, McIntyre l-a învins pe Mahal, Veer și Shanky fiind interziși în apropierea ringului. Ca parte a draftului din 2021, McIntyre a fost transferat la SmackDown. Pe 21 octombrie, la Crown Jewel, McIntyre l-a înfruntat pe Big E pentru Campionatul WWE, dar a pierdut. Pe 21 noiembrie, la Survivor Series, McIntyre a fost căpitanul echipei SmackDown, dar a fost eliminat prin numărătoare, iar echipa sa a pierdut meciul în fața echipei Raw, Seth Rollins fiind singurul supraviețuitor.

## Titluri în WWE
- WWE Championship (2 ori)[1]
- World Heavyweight Championship (1 dată)[2]
- NXT Championship (1 dată)[3]
- WWE Intercontinental Championship (1 dată)[4]
- WWE (Raw) Tag Team Championship (2 ori) – alături de Cody Rhodes (1) și Dolph Ziggler (1)[5]
- 31st Triple Crown Champion
- Men's Money in the Bank (2024)
- Royal Rumble (2020)